# Kuća Harašić u Nerežišćima
Kuća Harašić nalazi se u Nerežišćima na otoku Braču.

## Opis
Barokna kamena jednokatnica sagrađena je na brijegu u sjevernom dijelu Nerežišća. Pripadala je obitelji Harašić koja se spominje početkom 17. st. u popisu bračke galije. Sklop čine dvije jednokatnice L oblika koje formiraju zatvoreno dvorište s glavnim pristupom na sjeveru. Zgrada je građena pravilnim klesancima s vanjskim stubištem na južnom krilu. Monumentalna balkonada na dvostrukim profiliranim kamenim konzolama s balustrima četvrtasta presjeka proteže se uzduž dva pročelja sjevernog krila. U dvorištu su prizemni gospodarski objekti adaptirani za stanovanje. Kuća Harašić je izuzetan primjer kasnobarokne stambene arhitekture na Braču.

## Zaštita
Pod oznakom Z-5160 zavedena je kao nepokretno kulturno dobro - pojedinačno, pravna statusa zaštićena kulturnog dobra, klasificirano kao "profana graditeljska baština".